# 德苏友好合作和边界划定条约
德苏友好合作和边界划定条约是《苏德互不侵犯条约》的第二项补充协议，是纳粹德国和苏联在1939年联合入侵波兰后于9月28日修订的秘密条款，在苏联领导人斯大林在场下，由德国外长里宾特洛甫和苏联外交部长莫洛托夫签署。该协定替代了此前的条约，且只有一小部分得以公开。1940年1月10日苏德战争爆发前几个月，弗雷德里希·沃尔纳·冯·舒伦堡和莫洛托夫又签署了第三个秘密协定，在此协定中德国放弃了对部分立陶宛的领土要求。苏联在与纳粹德国谈判期间强迫爱沙尼亚签订了《苏联—爱沙尼亚互助条约》。